# Epembe (Wahlkreis)
Der Wahlkreis Epembe ist ein Wahlkreis im Zentrum der Region Ohangwena im zentralen Norden Namibias. Kreisverwaltungssitz ist Epembe. Im Wahlkreis leben (Stand 2023) 16.300 Menschen auf einer Fläche von 1199 Quadratkilometern.

## Wahlen
| Wahl | Name               | Partei | Stimmenanteil |
| ---- | ------------------ | ------ | ------------- |
| 1992 |                    |        |               |
| 1998 | Johannes Nakwafila | SWAPO  | o. W. 1       |
| 2004 | Johannes Nakwafila | SWAPO  | 99,6 %        |
| 2010 | Johannes Nakwafila | SWAPO  | 97,9 %        |
| 2015 | Phillip Shikongo   | SWAPO  | o. W. 1       |
| 2020 | Matheu Nanghama    | SWAPO  | 90,9 %        |